# رندی نوگبائور
رندی نوگبائور (به انگلیسی: Randy Neugebauer) نمایندهٔ حوزه انتخابیه نوزدهم تگزاس از حزب جمهوری‌خواه ایالات متحده آمریکا در مجلس نمایندگان ایالات متحده آمریکا است که برای نخستین‌بار در ۳ ژوئن ۲۰۰۳ میلادی به‌عضویت این مجلس درآمد.